# Circlet

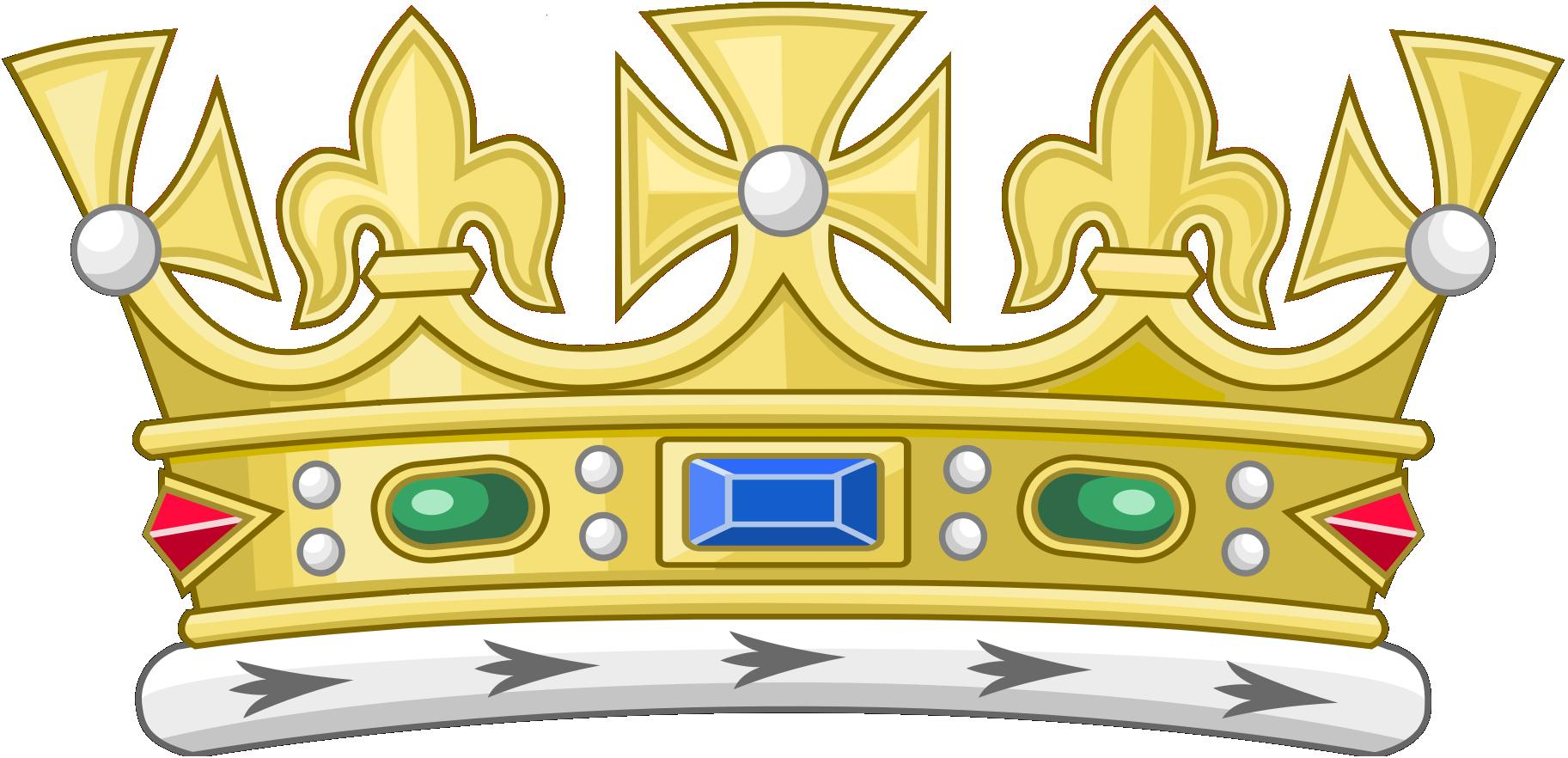
El circlet de la corona de San Eduardo

Circlet es una palabra inglesa (con el significado de ornamento circular) que sirve para denominar a un tocado similar a una diadema o a una corona abierta (sin cubrir). La palabra "circlet" también se usa en inglés para referirse a la base de una corona real o de otros tipos de coronas nobiliarias, con o sin bonete. Los términos diadema y círculo se usan a menudo indistintamente en inglés para denominar a las "coronas abiertas" sin arcos (a diferencia de las "coronas cerradas").
En griego reciben el nombre de "stephanos" y en latín se denominan "corona aperta"; aunque el término "stephanos" se asocia más con una corona triunfal o con la corona de espinas que según la tradición cristiana se colocó en la cabeza de Jesús de Nazaret.

## Círculo heráldico
Un "circlet" de una orden de caballería es un anillo que puede colocarse rodeando un escudo de armas para indicar la pertenencia a una orden en particular. En el sistema heráldico británico, esta disposición de un "circlet" se refiere a los grados de comendador y superiores (es decir, caballero y Gran Cruz):

### Galería

Circlet de la Orden de la Jarretera
Orden del Baño
Orden de San Miguel y San Jorge
Real Orden Victoriana
Orden del Imperio Británico
Venerable Orden de San Juan